# Miandoab (Verwaltungsbezirk)
Miandoab (persisch شهرستان میاندوآب) ist ein Schahrestan in der Provinz West-Aserbaidschan im Iran. Er enthält die Stadt Miandoab, welche die Hauptstadt des Verwaltungsbezirks ist. 

## Demografie
Bei der Volkszählung 2016 betrug die Einwohnerzahl des Schahrestan 273.949. Die Alphabetisierung lag bei 83 Prozent der Bevölkerung. Knapp 54 Prozent der Bevölkerung lebten in urbanen Regionen.
| Zensusjahr | Einwohnerzahl |
| ---------- | ------------- |
| 2011       | 260.628       |
| 2016       | 273.949       |